# بخش اورنگ آباد
بخش اورنگ آباد (به انگلیسی: Aurangabad division) یک منطقهٔ مسکونی در هند است که در مهاراشترا واقع شده‌است. بخش اورنگ آباد ۶۴٬۵۹۰٫۵۸ کیلومتر مربع مساحت و ۱۸٬۷۳۱٬۸۷۲ نفر جمعیت دارد.